# Cleopatra Borel
Cleopatra Borel (von 2005 bis 2010 Borel-Brown; * 10. März 1979 in Plaisance, Mayaro-Rio Claro) ist eine Kugelstoßerin aus Trinidad und Tobago.
Bei den Commonwealth Games 2002 in Manchester wurde sie Vierte. 2003 gewann sie Silber bei den Zentralamerika- und Karibikmeisterschaften und wurde Sechste bei den Panamerikanischen Spielen in Santo Domingo.
Bei den Olympischen Spielen 2004 in Athen wurde sie Neunte.
2005 holte sie erneut Silber bei den Zentralamerika- und Karibikmeisterschaften und schied bei den Weltmeisterschaften in Helsinki in der Qualifikation aus. Im Jahr darauf wurde sie Siebte bei den Hallenweltmeisterschaften in Moskau und errang jeweils Bronze bei den Commonwealth Games in Melbourne und bei den Zentralamerika- und Karibikspielen. 2007 folgte einer Bronzemedaille bei den Panamerikanischen Spielen in Rio de Janeiro ein Vorrundenaus bei den Weltmeisterschaften in Ōsaka.
2008 wurde sie Siebte bei den Hallenweltmeisterschaften in Valencia, siegte bei den Zentralamerika- und Karibikmeisterschaften und scheiterte bei den Olympischen Spielen in Peking in der Qualifikation.
2009 holte sie Bronze bei den Zentralamerika- und Karibikmeisterschaften, kam aber bei den Weltmeisterschaften in Berlin erneut nicht über die erste Runde hinaus. Im darauffolgenden Jahr siegte sie bei den Zentralamerika- und Karibikspielen und gewann Silber bei den Commonwealth Games in Neu-Delhi. 2011 siegte sie bei den Zentralamerika- und Karibikmeisterschaften, kam bei den Weltmeisterschaften in Daegu auf den 13. Platz und errang Silber bei den Panamerikanischen Spielen in Guadalajara.
Bei den Olympischen Spielen 2012 in London kam sie nicht über die Vorrunde hinaus.
2013 verteidigte sie ihren Titel bei den Zentralamerika- und Karibikmeisterschaften und schied bei den Weltmeisterschaften in Moskau in der Qualifikation aus.
2014 holte sie Silber bei den Commonwealth Games in Glasgow, wurde Fünfte beim Continental-Cup in Marrakesch und verteidigte ihren Titel bei den Zentralamerika- und Karibikspielen.
2015 siegte sie bei den Panamerikanischen Spielen in Toronto und wurde Zwölfte bei den Weltmeisterschaften in Peking.

## Persönliche Bestleistungen
- Kugelstoßen: 19,42 m, 8. Juli 2011, Saint-Denis (nationaler Rekord)
  - Halle: 19,48 m, 14. Februar 2004, Blacksburg (nationaler Rekord)
- Hammerwurf: 51,28 m, 5. Mai 2001, Baltimore